# Grand Prix Formule 1 van Groot-Brittannië 2001
De Grand Prix Formule 1 van Groot-Brittannië 2001 werd gehouden op 15 juli 2001 op het circuit van Silverstone.

## Uitslag
| Positie | Nummer | Rijder                | Team               | Ronden | Tijd/Opgave   | Startplaats | Punten |
| ------- | ------ | --------------------- | ------------------ | ------ | ------------- | ----------- | ------ |
| 1       | 3      | Mika Häkkinen         | McLaren - Mercedes | 60     | 1:25:33.770   | 2           | 10     |
| 2       | 1      | Michael Schumacher    | Scuderia Ferrari   | 60     | +33.646       | 1           | 6      |
| 3       | 2      | Rubens Barrichello    | Scuderia Ferrari   | 60     | +59.281       | 6           | 4      |
| 4       | 6      | Juan Pablo Montoya    | Williams-BMW       | 60     | +1:08.772     | 8           | 3      |
| 5       | 17     | Kimi Räikkönen        | Sauber - Petronas  | 59     | +1 Ronde      | 7           | 2      |
| 6       | 16     | Nick Heidfeld         | Sauber - Petronas  | 59     | +1 Ronde      | 9           | 1      |
| 7       | 11     | Heinz-Harald Frentzen | Jordan-Honda       | 59     | +1 Ronde      | 5           |        |
| 8       | 10     | Jacques Villeneuve    | BAR-Honda          | 59     | +1 Ronde      | 12          |        |
| 9       | 18     | Eddie Irvine          | Jaguar Racing      | 59     | +1 Ronde      | 15          |        |
| 10      | 14     | Jos Verstappen        | Arrows - Asiatech  | 58     | +2 Rondes     | 17          |        |
| 11      | 22     | Jean Alesi            | Prost Grand Prix   | 58     | +2 Rondes     | 14          |        |
| 12      | 19     | Pedro de la Rosa      | Jaguar Racing      | 58     | +2 Rondes     | 13          |        |
| 13      | 7      | Giancarlo Fisichella  | Benetton Formula   | 58     | +2 Rondes     | 19          |        |
| 14      | 15     | Enrique Bernoldi      | Arrows - Asiatech  | 58     | +2 Rondes     | 20          |        |
| 15      | 8      | Jenson Button         | Benetton Formula   | 58     | +2 Rondes     | 18          |        |
| 16      | 21     | Fernando Alonso       | Minardi            | 57     | +3 Rondes     | 21          |        |
| Ret     | 5      | Ralf Schumacher       | Williams-BMW       | 36     | Motor         | 10          |        |
| Ret     | 23     | Luciano Burti         | Prost Grand Prix   | 6      | Motor         | 16          |        |
| Ret     | 4      | David Coulthard       | McLaren - Mercedes | 2      | Wielophanging | 3           |        |
| Ret     | 12     | Jarno Trulli          | Jordan-Honda       | 0      | Botsing       | 4           |        |
| Ret     | 9      | Olivier Panis         | BAR-Honda          | 0      | Botsing       | 11          |        |
| DNQ     | 20     | Tarso Marques         | Minardi            |        | 107% regel    |             |        |

## Wetenswaardigheden
- Eerste seizoensoverwinning: Mika Häkkinen.
- Het was de laatste race van Heinz-Harald Frentzen voor het team van Jordan. De volgende race stond hij niet aan de start, om in Hongarije weer aan de start te staan voor het Prost-team.
- Tarso Marques zorgde voor de eerste DNQ (Did Not Qualify) van het seizoen.

## Statistieken
| Snelste ronde | Mika Häkkinen | McLaren - Mercedes | 1:23.405 |

## Noot
- Dit was de zeshonderdste Grand Prix-start voor een Italiaanse coureur.
- Vijftigste podiumplaats voor Mika Häkkinen.

1926 · 1927 · 1948 · 1949 · 1950 · 1951 · 1952 · 1953 · 1954 · 1955 · 1956 · 1957 · 1958 · 1959 · 1960 · 1961 · 1962 · 1963 · 1964 · 1965 · 1966 · 1967 · 1968 · 1969 · 1970 · 1971 · 1972 · 1973 · 1974 · 1975 · 1976 · 1977 · 1978 · 1979 · 1980 · 1981 · 1982 · 1983 · 1984 · 1985 · 1986 · 1987 · 1988 · 1989 · 1990 · 1991 · 1992 · 1993 · 1994 · 1995 · 1996 · 1997 · 1998 · 1999 · 2000 · 2001 · 2002 · 2003 · 2004 · 2005 · 2006 · 2007 · 2008 · 2009 · 2010 · 2011 · 2012 · 2013 · 2014 · 2015 · 2016 · 2017 · 2018 · 2019 · 2020 · 2021 · 2022 · 2023 · 2024 · 2025 · 2026 · 2027 · 2028 · 2029 · 2030 · 2031 · 2032 · 2033 · 2034